# Jan Cadieux
Jan-Philipp Cadieux (Davos, 10 marzo 1980) è un allenatore di hockey su ghiaccio ed ex hockeista su ghiaccio canadese con cittadinanza svizzera.

## Palmarès

### Giocatore
- Campionato svizzero: 1

Lugano: 2002-03

### Allenatore
- Campionato svizzero: 1

Ginevra: 2022-23